# Madenreute
Madenreute ist ein Weiler in der Gemeinde Meckenbeuren am Bodensee, der zur Ortschaft Liebenau gehörte.

## Geografie
Der äußerst kleine Weiler liegt an der Schwarzach (Schwaben), welche bei Amtzell entspringt. Das Ortsbild wird dominant von der Bauernsäge Martin geprägt, da die Hauptstraße den Betriebshof durchquert.

## Geschichte

### Mittelalter
Erstmalig wurde Madenreute als Marderruti 1521 als montfortischer Besitz erwähnt.

### Zeit bis zum 2. Weltkrieg
Der Weiler war von 1812 bis 1853 bei der damaligen Gemeinde Kaltenberg und bis 1937 der Gemeinde Liebenau zugeordnet. Zum 1. Januar 1937 wurde er nach Meckenbeuren eingemeindet.

### NS-Zeit

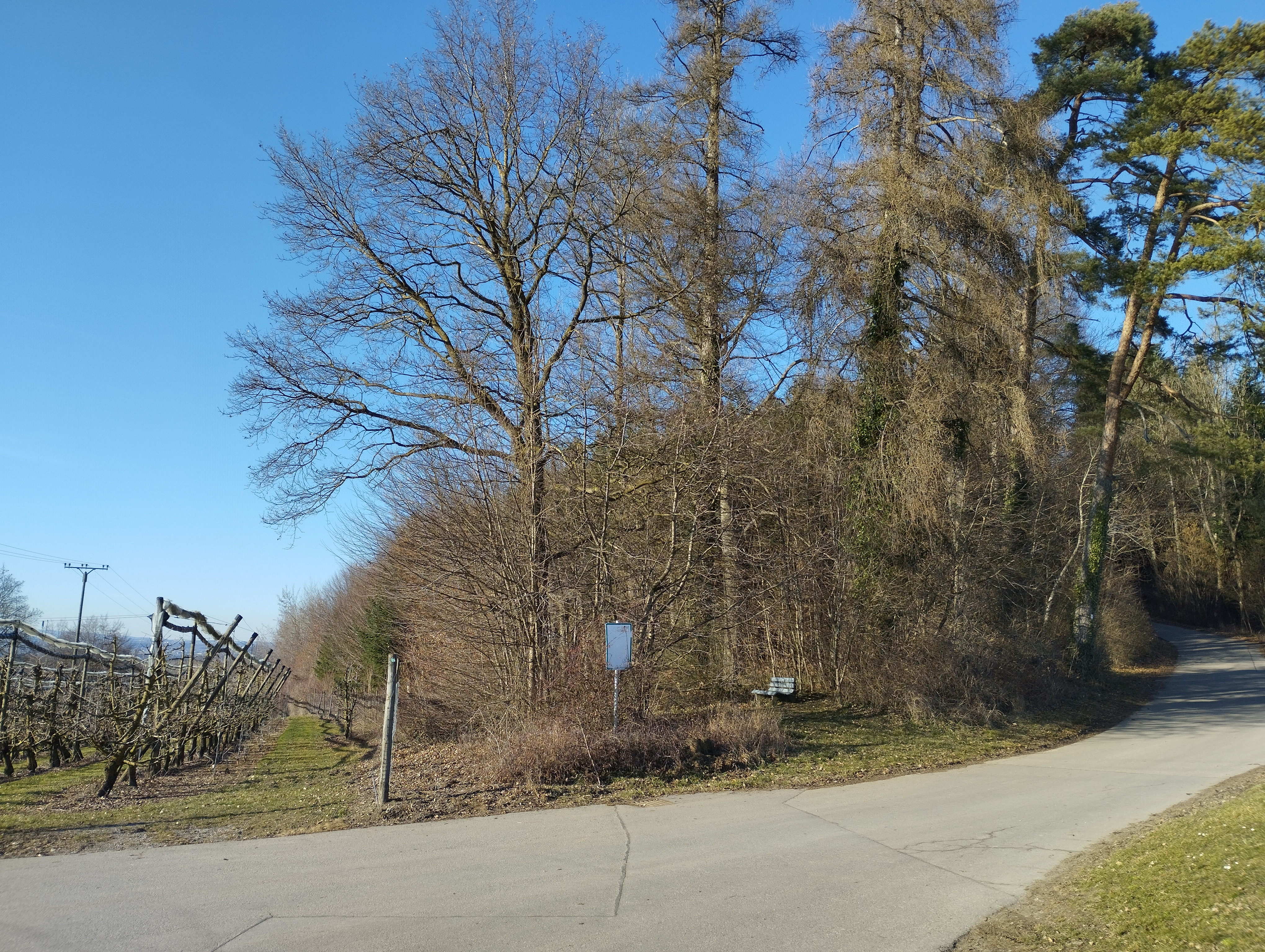
Jozef Musial's letzter Ausblick auf dem Exekutionsplatz

Traurige Berühmtheit erlangte der Ort in einem Ermittlungsverfahren zu einem NS-Verbrechen. Wegen des Liebesverhältnisses des polnischen Zwangsarbeiters, Jozef Musial, zu der jungen Frau, Resi F.. aus Knellesberg, wurde die Frau ins KZ Ravensbrück verschleppt und Musial in Madenreute am 6. Juni 1941 publikumswirksam erhängt. Friedrich Mußgay, der das Verbrechen zusammen mit dem Bürgermeister Meckenbeurens Bernhard Sporer und dem Polizeimeister Friedrich Reck organisierte, entzog sich am 3. September 1946 in seiner Zelle dem Gerichtsverfahren durch Erhängen.

## Gewerbe und Handwerk

### Sägewerk

Auflistung im Gewerbeadressbuch 1892

Das Sägewerk, das nur Sägeaufträge umliegender Landwirte abarbeitet, ist einer der letzten Laubholzsägen der Region. Mittels eines Blockbandsägewerks können Stämme mit 1,3 mtr. Durchmesser und 11,5 mtr. Länge aufgetrennt werden. Dem heutigen Sägewerksmeister Hans Martin gingen 1838, als das Wasser- und Sägewerk wie auch Ölmühle erstmalig erwähnt wurde, Franz Gresser, vormals J.C. Bertram und 1892 Xaver Martin voraus.

### Reiterhof Hertwig
Seit 1999 betreibt Familie Hertwig auf der ehemaligen Hofstelle des Sägewerks einen Reiterhof. Seit 2000 ist der Reitverein RV Meckenbeuren-Madenreute e.V. mit rund 100 Mitgliedern untergebracht.